# Amelia Osborne, markýza z Carmarthenu
Amelia Osborne, markýza z Carmarthenu, 12. baronka Darcy de Knaythová, 9. baronka Conyersová, 5. hraběnka z Mértoly (rozená Darcyová; 12. října 1754 – 27. ledna 1784) byla britská peerka a portugalská hraběnka.

## Život
Amelia se narodila jako jediné přeživší dítě ministra zahraničí Roberty Darcyho, 4. hraběte z Holdernessu a jeho manželky Mary Darcyové. 29. listopadu 1773 se v Londýně provdala za Francise Osborna, markýze z Carmarthenu, s nímž měla tři děti:
- 1. George William Frederick Osborne, 6. vévoda z Leedsu (21. 7. 1775 Londýn – 10. 7. 1838 tamtéž), markýz z Carmarthenu v letech 1789–1799, nejvyšší štolba 1827–1830
  - ⚭ 1797 Charlotte Townshend (16. 3. 1776 – 30. 7. 1856)
- 2. Mary Henrietta Juliana Osborne (7. 9. 1776 Londýn – 21. 10. 1862 tamtéž)
  - ⚭ 1801 Thomas Pelham, 2. hrabě z Chichesteru (28. 4. 1756 Londýn – 4. 7. 1826 tamtéž), generální inspektor v úřadu polního zbrojmistra 1782–1783, státní sekretář pro Irsko 1783–1784 a 1795–1798, ministr vnitra Velké Británie 1801–1803
- 3. Francis Osborne, 1. baron Godolphin (18. 10. 1777 – 15. 2. 1850)
  - 1800 Elizabeth Charlotte Eden (21. 3. 1780 – 17. 4. 1847)

16. května 1778 Amelia, jakožto jediné dítě, zdědila po otci tituly 12. baronka Darcy de Knaythová a 9. baronka Conyersová. Její práva baronství byla nakonec v roce 1798, dlouho po její smrti, schválena. Zdědila také portugalské hrabství Mértola.
Lord a Lady Carmarthenovi se v květnu 1779 rozvedli. Říkalo se, že se markýza příliš přátelila s Johnem "Mad Jack" Byronem (otec básníka George Gordona Byrona), který ji v manželově nepřítomnosti navštěvoval u ní doma v Grosvenor Square. Tvrdilo se také, že spolu měli poměr. Téměř okamžitě po rozvodu se Amelia za Byrona provdala. Měli spolu dceru:
- Augusta (26. 1. 1783 –12. 10. 1851)

- ⚭ 1807 George Leigh (1771–1851)

Rok po narození dcery, 27. ledna 1784. Amelia zemřela a její tituly zdědil nejstarší syn George.